# Pararge deianira
Pararge deianira är en fjärilsart som beskrevs av Carl von Linné 1764. Pararge deianira ingår i släktet Pararge och familjen praktfjärilar. Inga underarter finns listade i Catalogue of Life.